# Malta i Eurovision Song Contest 2016

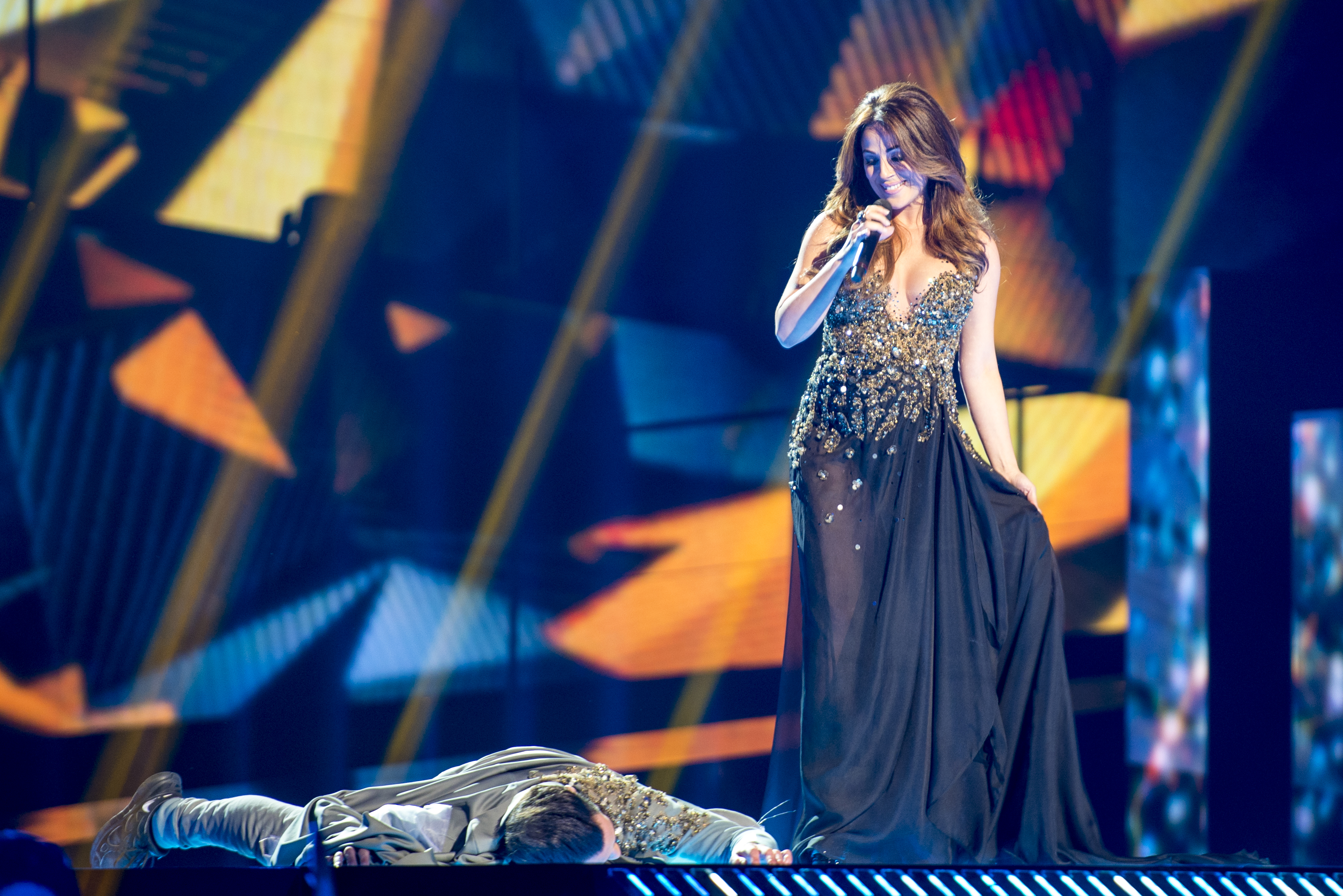
Ira Losco under en repetition inför den första semifinalen av Eurovision Song Contest 2016 i Stockholm

Malta deltog i Eurovision Song Contest 2016 i Stockholm, Sverige. Ira Losco vann med låten "Walk on Water" som  representerade Malta i ESC 2016. Den nationella uttagningen Malta Song for Eurovision Song Contest 2016 anordnades av det maltesiska public service-bolaget (PBS).

## Bakgrund
PBS bekräftade sitt deltagande i tävlingen 30 september 2015.

## Bidragen
De fjorton bidragen som gick vidare visas med gul bakgrund.
| Nr | Artist        | Sång                    |
| -- | ------------- | ----------------------- |
| 1  | Ira Losco     | "Chameleon"             |
| 2  | Corazon       | "Falling Glass"         |
| 3  | Stefan Galea  | "Light Up My Life"      |
| 4  | Domenique     | "Empty Hearted"         |
| 5  | Dario         | "I Love You"            |
| 6  | Daniel Testa  | "Under the Sun"         |
| 7  | Jessika       | "The Flame"             |
| 8  | Jasmine       | "Alive"                 |
| 9  | Raquel        | "Flashing Lights"       |
| 10 | Brooke        | "Golden"                |
| 11 | Kim           | "Lighthouse"            |
| 12 | Sarah Crystal | "Right Here with You"   |
| 13 | Danica        | "Frontline"             |
| 14 | Christabelle  | "Kingdom"               |
| 15 | Franklin      | "Little Love"           |
| 16 | Dominic       | "Fire Burn"             |
| 17 | Ira Losco     | "That's Why I Love You" |
| 18 | Lawrence Gray | "You're Beautiful"      |
| 19 | Maxine        | "Young Love"            |
| 20 | Deborah C     | "All Around the World"  |

### Finalen
En jury fanns på plats. 5 jurygrupper fick ge ut sina 1-8, 10 och 12p. Resten gick till telefonröstning.
| Nr | Artist        | Sång                   | Poäng (Jury) | Poäng (Tele) | Total | Placering |
| -- | ------------- | ---------------------- | ------------ | ------------ | ----- | --------- |
| 1  | Deborah C     | "All Around the World" | 8            | 0            | 8     | 11        |
| 2  | Franklin      | "Little Love"          | 38           | 6            | 44    | 3         |
| 3  | Daniel Testa  | "Under the Sun"        | 2            | 0            | 2     | 14        |
| 4  | Brooke        | "Golden"               | 48           | 10           | 58    | 2         |
| 5  | Raquel        | "Flashing Lights"      | 11           | 1            | 12    | 9         |
| 6  | Christabelle  | "Kingdom"              | 30           | 8            | 38    | 4         |
| 7  | Corazon       | "Falling Glass"        | 10           | 5            | 15    | 8         |
| 8  | Dominic       | "Fire Burn"            | 5            | 0            | 5     | 13        |
| 9  | Jessika       | "The Flame"            | 15           | 4            | 19    | 7         |
| 10 | Jasmine       | "Alive"                | 23           | 3            | 26    | 6         |
| 11 | Lawrence Gray | "You're Beautiful"     | 5            | 2            | 7     | 12        |
| 12 | Maxine        | "Young Love"           | 29           | 7            | 36    | 5         |
| 13 | Ira Losco     | "Chameleon"            | 56           | 12           | 68    | 1         |
| 14 | Kim           | "Lighthouse"           | 10           | 0            | 10    | 10        |

## Efterspel
Efter Loscos seger i finalen, sångaren uppgav att hon var öppen för tanken på att utföra en annan låt än "Chameleon"  vilket förbättrar Maltas chanser att vinna. De nationella slutliga regler som fastställts av PBS som tillåts för den vinnande låten kan delvis ändras eller helt förändrats. Den 19 februari 2016 meddelade PBS som att en internationell jury bestående av representanter från tio länder tillsammans med lokala experter från Malta kom till att presentera ett bidrag som skulle sjungas av Losco. I mars 2016 presenterades låten "Walk on Water" som skulle representera Malta.

## Under ESC
Malta deltog i SF1 där de nådde finalplats. I finalen hamnade de på 12:e plats med 153p.